# Awet Kibrab
Awet Nftalem Kibrab (9 de mayo de 1995) es un deportista noruego de origen eritreo que compite en atletismo, especialista en las carreras de fondo. Ganó una medalla de plata en el Campeonato Europeo de Atletismo en Ruta de 2025, en la prueba de media maratón.

## Palmarés internacional
| Campeonato Europeo en Ruta | Campeonato Europeo en Ruta | Campeonato Europeo en Ruta | Campeonato Europeo en Ruta |
| Año                        | Lugar                      | Medalla                    | Prueba                     |
| -------------------------- | -------------------------- | -------------------------- | -------------------------- |
| 2025                       | Bruselas/Lovaina (Bélgica) | Medalla de plata           | Media maratón              |